# العلاقات الوسط إفريقية الأيرلندية
العلاقات الوسط أفريقية الأيرلندية هي العلاقات الثنائية التي تجمع بين جمهورية أفريقيا الوسطى وجمهورية أيرلندا.

## مقارنة بين البلدين
هذه مقارنة عامة ومرجعية للدولتين:
| وجه المقارنة                                              | جمهورية أفريقيا الوسطى      | جمهورية أيرلندا                                       |
| --------------------------------------------------------- | --------------------------- | ----------------------------------------------------- |
| المساحة (كم2)                                             | 622.98 ألف                  | 70.27 ألف                                             |
| عدد السكان (نسمة)                                         | 4.66 مليون                  | 4.76 مليون                                            |
| الكثافة السكانية (ن./كم²)                                 | 7.48                        | 67.74                                                 |
| العاصمة                                                   | بانغي                       | دبلن                                                  |
| اللغة الرسمية                                             | لغة فرنسية، اللغة السانغوية | اللغة الأيرلندية، لغة إنجليزية، الإنجليزية الأيرلندية |
| العملة                                                    | فرنك وسط أفريقي             | جنيه أيرلندي، يورو، عملات اليورو الأيرلندية           |
| الناتج المحلي الإجمالي (بليون دولار)                      | 1.95 مليار                  | 333.73 مليار                                          |
| الناتج المحلي الإجمالي (تعادل القوة الشرائية) بليون دولار | 3.03 مليار                  | 318.16 مليار                                          |
| الناتج المحلي الإجمالي الاسمي للفرد دولار أمريكي          | 323                         | 61.13 ألف                                             |
| الناتج المحلي الإجمالي للفرد دولار أمريكي                 | 594                         |                                                       |
| مؤشر التنمية البشرية                                      | 0.350                       | 0.916                                                 |
| رمز المكالمات الدولي                                      | +236                        | +353                                                  |
| رمز الإنترنت                                              | .cf                         | .ie                                                   |
| المنطقة الزمنية                                           | ت ع م+01:00                 | 00، ت ع م+01:00، أوروبا/دبلن ‏                         |

## منظمات دولية مشتركة
يشترك البلدان في عضوية مجموعة من المنظمات الدولية، منها:
| علم المنظمة | اسم المنظمة                               | تاريخ انضمام جمهورية أفريقيا الوسطى | تاريخ انضمام جمهورية أيرلندا |
| ----------- | ----------------------------------------- | ----------------------------------- | ---------------------------- |
|             | مؤسسة التنمية الدولية                     | 27 أغسطس 1963                       | 22 ديسمبر 1960               |
|             | يونسكو                                    | 11 نوفمبر 1960                      | 3 أكتوبر 1961                |
|             | وكالة ضمان الاستثمار متعدد الأطراف        | 8 سبتمبر 2000                       | 27 أكتوبر 1989               |
|             | الأمم المتحدة                             | 20 سبتمبر 1960                      | 14 ديسمبر 1955               |
|             | الفريق المعني برصد الأرض                  | ?                                   | ?                            |
|             | الاتحاد البريدي العالمي                   | ?                                   | ?                            |
|             | البنك الدولي للإنشاء والتعمير             | 10 يوليو 1963                       | 8 أغسطس 1957                 |
|             | الاتحاد الدولي للاتصالات                  | 2 ديسمبر 1960                       | 8 ديسمبر 1923                |
|             | منظمة حظر الأسلحة الكيميائية              | ?                                   | ?                            |
|             | مؤسسة التمويل الدولية                     | 1 أبريل 1991                        | 11 سبتمبر 1958               |
|             | المركز الدولي لتسوية المنازعات الاستشارية | 14 أكتوبر 1966                      | 7 مايو 1981                  |
|             | منظمة التجارة العالمية                    | ?                                   | ?                            |
|             | منظمة الشرطة الجنائية الدولية             | ?                                   | ?                            |

## وصلات خارجية
- موقع وزارة الخارجية الأيرلندية